# 野谷文昭
野谷 文昭（のや ふみあき、1948年6月6日 - ）は、日本のラテンアメリカ文学研究者、翻訳家。
東京大学名誉教授、名古屋外国語大学名誉教授、立教大学名誉教授。

## 経歴
神奈川県川崎市生まれ。
東京学芸大学附属高等学校を卒業。1971年、東京外国語大学外国語学部スペイン語学科を卒業し大学院に進む。1975年同・外国語学研究科修士課程修了(ロマンス系言語)。
1986年より東京工科大学助教授。1987年より立教大学助教授、1994年教授昇進。2005年より早稲田大学教育・総合科学学術院（教育学部複合文化学科）教授。2008年より東京大学大学院人文社会系研究科現代文芸論教授。2013年に東京大学を定年退職し、名誉教授となった。その後も名古屋外国語大学教授をつとめ、2019年に定年退職した。
2007年より日本ペンクラブ国際委員。2012年度より日本イスパニヤ学会会長・理事長を務めている。

## 研究内容・業績
日本におけるラテンアメリカ文学研究を代表する一人であり、日本ラテンアメリカ学会の理事を務めた。翻訳紹介、評論のほか、映画批評、字幕翻訳も手掛けている。

## 受賞歴
- 2004年 - リカルド・ラゴス＝チリ大統領賞
- 2010年 - 会田由翻訳賞
- 2022年 - 『ケルト人の夢』で日本翻訳文化賞

## 活動
1991年、湾岸戦争への自衛隊派遣に抗議し、柄谷行人、中上健次、津島佑子、田中康夫らとともに『湾岸戦争に反対する文学者声明』を発表した。

## 著書

### 単著
- 『越境するラテンアメリカ』（PARCO出版） 1989
- 『ラテンにキスせよ』（自由国民社） 1994
- 『マジカル・ラテン・ミステリー・ツアー』（五柳書院） 2003
- 『ラテンアメリカン・ラプソディ』（五柳書院） 2023

### 編著
- 『メキシコの美の巨星たち　その多彩でユニークな世界』（編、東京堂出版） 2011.4
- 『日本の作家が語る　ボルヘスとわたし』（編、岩波書店） 2011.9
- 『ポケットマスターピース13 セルバンテス』（編、集英社） 2016.12

### 共編著
- 『ラテンアメリカ文学案内 文学の祭典』（旦敬介共編、冬樹社） 1984
- 『マイノリティは創造する』（宇野邦一共編、せりか書房） 2001

### その他
- 『CineLesson4 W ワールド・シネマ』（フィルムアート社編集部編、フィルムアート社） 1999
- 『翻訳家の仕事』（岩波書店編集部編、岩波書店） 2006
- 『世界は映画でできている』（石田聖子, 白井史人編、名古屋外国語大学出版会） 2021

## 翻訳
- 『小犬たち / ボスたち』（マリオ・バルガス＝リョサ、鈴木恵子共訳、国書刊行会） 1978
- 『ボルヘスとの対話』（ジョルジュ・シャルボニエ、鼓直共訳、国書刊行会） 1978
- 『幾たびもペドロ』（アルフレード・ブライス＝エチェニケ、集英社） 1983
- 『予告された殺人の記録』（ガブリエル・ガルシア＝マルケス、新潮社） 1983、新潮文庫 1997
- 『蜘蛛女のキス』（マヌエル・プイグ、集英社） 1983、集英社文庫 1988
- 『ラ・カテドラルでの対話』（バルガス＝リョサ、桑名一博共訳、集英社、ラテンアメリカの文学） 1984
- 『赤い唇 / 時間 / パラカスでジミーと』（プイグ / A・O・アタナシウ / ブライス=エチェニケ、集英社、ギャラリー世界の文学） 1990
『赤い唇』（集英社文庫、ラテンアメリカの文学） 1994
- 『苺とチョコレート』（セネル・パス、集英社） 1994
- 「青い目の花束」/「見知らぬふたりへの手紙」（オクタビオ・パス、『ラテンアメリカ五人集』集英社文庫） 1995、のち改訳「青い花束」/「正体不明の二人への手紙」 2011
- 『隣りの庭』（ホセ・ドノソ、野谷良子共訳、現代企画室） 1996
- 『南国に日は落ちて』（マヌエル・プイグ、集英社） 1996
- 『七つの夜』（ホルヘ・ルイス・ボルヘス、みすず書房） 1997、岩波文庫　2011
- 『サッカーと11の寓話』（カミロ・ホセ・セラ、星野智幸共訳、朝日新聞社） 1997
- 『ブニュエル、ロルカ、ダリ 果てしなき謎』（アグスティン・サンチェス・ビダル、網野真木子共訳、白水社） 1998
- 『蝶の舌』（マヌエル・リバス、熊倉靖子共訳、角川書店） 2001
- 『鷲か太陽か？』（オクタビオ・パス、書肆山田） 2003、岩波文庫 2024
- 『マチュピチュの頂』（パブロ・ネルーダ、書肆山田） 2004
- 『フリアとシナリオライター』（バルガス＝リョサ、国書刊行会） 2004、河出文庫 2023
- 『十二の遍歴の物語』（ガルシア=マルケス、旦敬介共訳、新潮社） 2008
- 『愛しのグレンダ』（フリオ・コルタサル、岩波書店） 2008
- 『エル・スール』（アデライダ・ガルシア=モラレス、熊倉靖子共訳、インスクリプト） 2009
- 『絆と権力 ガルシア=マルケスとカストロ』（アンヘル・エステバン/ステファニー・パニチェリ、新潮社） 2010
- 『低開発の記憶』（エドムンド・デスノエス、白水社） 2011
- 『2666』（ロベルト・ボラーニョ、内田兆史, 久野量一共訳、白水社） 2012
- 『アメリカ大陸のナチ文学』(ロベルト・ボラーニョ、白水社） 2015
- 『チリ夜想曲』（ロベルト・ボラーニョ、白水社） 2017
- 『20世紀ラテンアメリカ短篇選』（編訳、岩波文庫） 2019
- 「緑の瞳」（グスタボ・アドルフォ・ベッケル、亀山郁夫共編訳、名古屋外国語大学出版会、『悪魔にもらった眼鏡』） 2019
- 『ガルシア=マルケス中短篇傑作選』（河出書房新社） 2019、河出文庫 2022
- 『ケルト人の夢』（バルガス=リョサ、岩波書店） 2021

## 主な字幕翻訳及び字幕監修
- 『グラン・カジノ』（ルイス・ブニュエル、メキシコ） 1946 - 字幕監修
- 『のんき大将』（ルイス・ブニュエル、メキシコ） 1949 - 字幕監修
- 『忘れられた人々』（ルイス・ブニュエル、メキシコ） 1950 - 字幕翻訳
- 『昇天峠』（ルイス・ブニュエル、メキシコ） 1951 - 字幕翻訳
- 『幻影は市電に乗って旅をする』（ルイス・ブニュエル、メキシコ） 1953 - 字幕監修
- 『エル』（ルイス・ブニュエル、メキシコ） 1953 - 字幕翻訳
- 『ナサリン』（ルイス・ブニュエル、メキシコ） 1959 - 字幕翻訳
- 『低開発の記憶 - メモリアス』（トマス・グティエレス・アレア、キューバ） 1968 - 字幕翻訳
- 『タンゴ - ガルデルの亡命』（フェルナンド・E・ソラナス、仏＝アルゼンチン合作） 1985 - 字幕翻訳
- 『予告された殺人の記録』（フランチェスコ・ロージ、仏＝伊合作） 1987 - 字幕翻訳
- 『大きな翼を持った老人』（フェルナンド・ビリ、キューバ＝伊＝西） 1988 - 字幕翻訳
- 『神経衰弱ぎりぎりの女たち』（ペドロ・アルモドバル、西） 1989 - 字幕監修
- 『100人の子供たちが列車を待っている』（イグナシオ・アグエロ、チリ） 1990 - 字幕翻訳
- 『ハイヒール』（ペドロ・アルモドバル、西） 1991 - 字幕監修
- 『私の秘密の花』（ペドロ・アルモドバル、西） 1995 - 字幕監修
- 『永遠の子どもたち』（フアン・アントニオ・バヨナ、西＝メキシコ） 2007 - 字幕監修
- 『ネルーダ　大いなる愛の逃亡者』（パブロ・ラライン、チリ＝アルゼンチン＝仏＝西合作） 2016 - 字幕監修